# Степаново (Кимрский район)
Степаново — деревня в Кимрском районе Тверской области России, входит в состав Печетовского сельского поселения.

## География
Деревня расположена в 8 км на север от центра поселения деревни Печетово и в 47 км на северо-запад от города Кимры.

## История
В 1879 году в селе была построена каменная Преображенская церковь с 2 престолами, метрические книги с 1780 года. 
В конце XIX — начале XX века село входило в состав Яковлевской волости Корчевского уезда Тверской губернии. 
С 1929 года деревня входила в состав Яковлевского сельсовета Горицкого района Кимрского округа Московской области, с 1935 года — в составе Калининской области, с 1963 года — в составе Кимрского района, с 1994 года — в составе Лосевского сельского округа, с 2005 года — в составе Печетовского сельского поселения.

## Население
| 1859 | 1887 | 2002 | 2010 |
| ---- | ---- | ---- | ---- |
| 61   | ↗78  | ↘9   | ↘8   |